# 中土佐町
中土佐町（日语：／ Nakatosa chō）是位於日本高知縣中西部的町，隸屬於高岡郡。東邊面向土佐灣，四萬十川流經町内。當地人口多集中在沿海地區，位於中心地區的久禮以釣鰹魚而聞名。

## 地理

### 氣候
町內的中土佐地區受到黑潮等海流和地形的影響，平均氣溫約為16至17度，年降雨量超過2,800毫米。大野見地區的平均氣溫為15至16度，冬季最低氣溫可降至-8度，年降雨量則超過3500毫米。

## 歷史
中土佐町的大野見地區曾在四萬十川沿岸的遺址中發現陶器碎片，顯示當時的人類生活在四萬十川沿岸。鎌倉時代，久禮地區與上之加江地區分別由佐竹氏與平田氏統治。

### 行政區劃變遷
- 1889年4月1日：實施町村制，現在的轄區在當時分屬：高岡郡久禮村、上之加江村、大野見村。
- 1901年6月2日：久禮村改制為久禮町。
- 1915年1月1日：上之加江村改制為上之加江町。
- 1957年7月1日：久禮町、上之加江町合併為中土佐町。
- 2006年1月1日：中土佐町和大野見村合併為新設置的中土佐町。

### 變遷表
| 1889年4月1日 | 1889年 - 1926年         | 1926年 - 1954年         | 1955年 - 1989年       | 1989年 - 現在         | 現在                  |
| ------------ | ----------------------- | ----------------------- | --------------------- | --------------------- | --------------------- |
| 久禮村       | 1901年6月2日 久禮町     | 1901年6月2日 久禮町     | 1957年7月1日 中土佐町 | 2006年1月1日 中土佐町 | 2006年1月1日 中土佐町 |
| 上之加江村   | 1915年1月1日 上之加江町 | 1915年1月1日 上之加江町 | 1957年7月1日 中土佐町 | 2006年1月1日 中土佐町 | 2006年1月1日 中土佐町 |
| 大野見村     |                         |                         |                       | 2006年1月1日 中土佐町 | 2006年1月1日 中土佐町 |

## 交通

### 鐵路
- 四國旅客鐵道

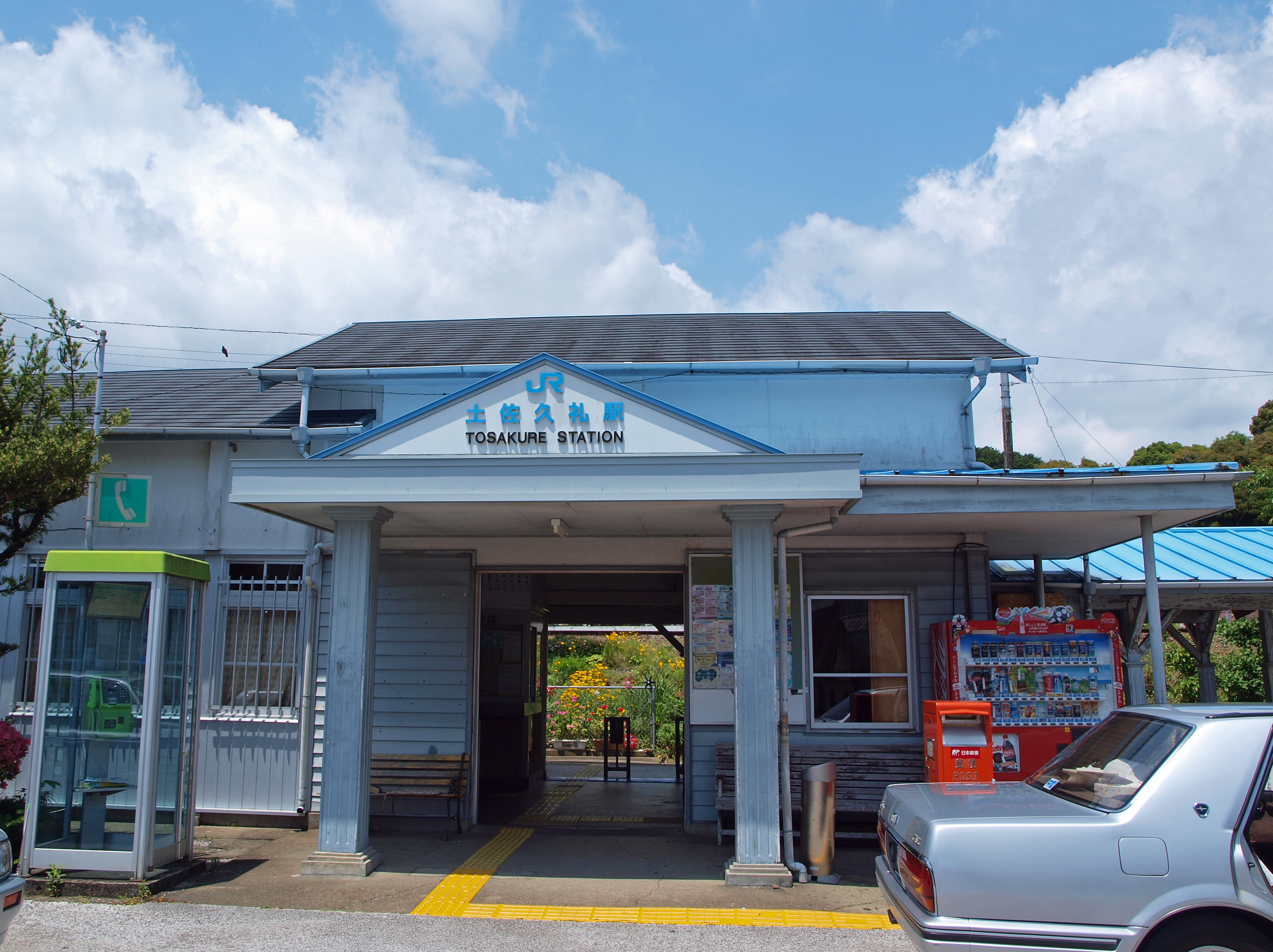
土佐久禮車站

  - 土讚線：（須崎市） - 土佐久禮車站 - （四萬十町）

### 道路
高速道路
- 高知自動車道: 中土佐交流道

## 觀光資源
- 青柳裕介的漫畫《土佐の一本釣り》以當地的久禮港為背景舞臺[5]。
- 上之加江體驗型漁業
- 久禮八幡宮大祭：高知縣三大祭典之一
- 久禮大正町市場

## 本地出身人物
- 南部甕男：土佐勤王黨成員、明治時代的司法官員，曾任大審院院長、樞密院顧問官。[6]

## 外部連結
- （日語） 中土佐町商工會（页面存档备份，存于）
- （日語） 滿天土佐（页面存档备份，存于）
- （日語） 中土佐町立美術館（页面存档备份，存于）